# استیو براون (بازیکن فوتبال، زاده ۱۹۷۳)
استیو براون (انگلیسی: Steve Brown؛ زادهٔ ۶ دسامبر ۱۹۷۳) ورزشکار فوتبال اهل بریتانیا است.
از باشگاه‌هایی که در آن بازی کرده‌است می‌توان به باشگاه فوتبال ساوتند یونایتد، باشگاه فوتبال کولچستر یونایتد، باشگاه فوتبال لینکولن سیتی، باشگاه فوتبال گیلینگام، باشگاه فوتبال مکلسفیلد تاون، و باشگاه فوتبال دوور اتلتیک اشاره کرد.